# Leptodactylus validus
Espèce
Synonymes
- Leptodactylus pallidirostris Lutz, 1930

Statut de conservation UICN

 LC  : Préoccupation mineure
Leptodactylus validus est une espèce d'amphibiens de la famille des Leptodactylidae.

## Répartition
Cette espèce se rencontre du niveau de la mer à 360 m d'altitude :
- dans les îles de Saint-Vincent, de Bequia, de Grenade, de Tobago de la Trinité ;
- au Venezuela ;
- au Guyana ;
- au Suriname ;
- en Guyane ;
- au Roraima au Brésil.

## Publication originale
- Garman, 1888 : West Indian batrachia in the Museum of Comparative Zoology. Bulletin of the Essex Institute, vol. 19, p. 13-16 (texte intégral).